# Marcia funebre

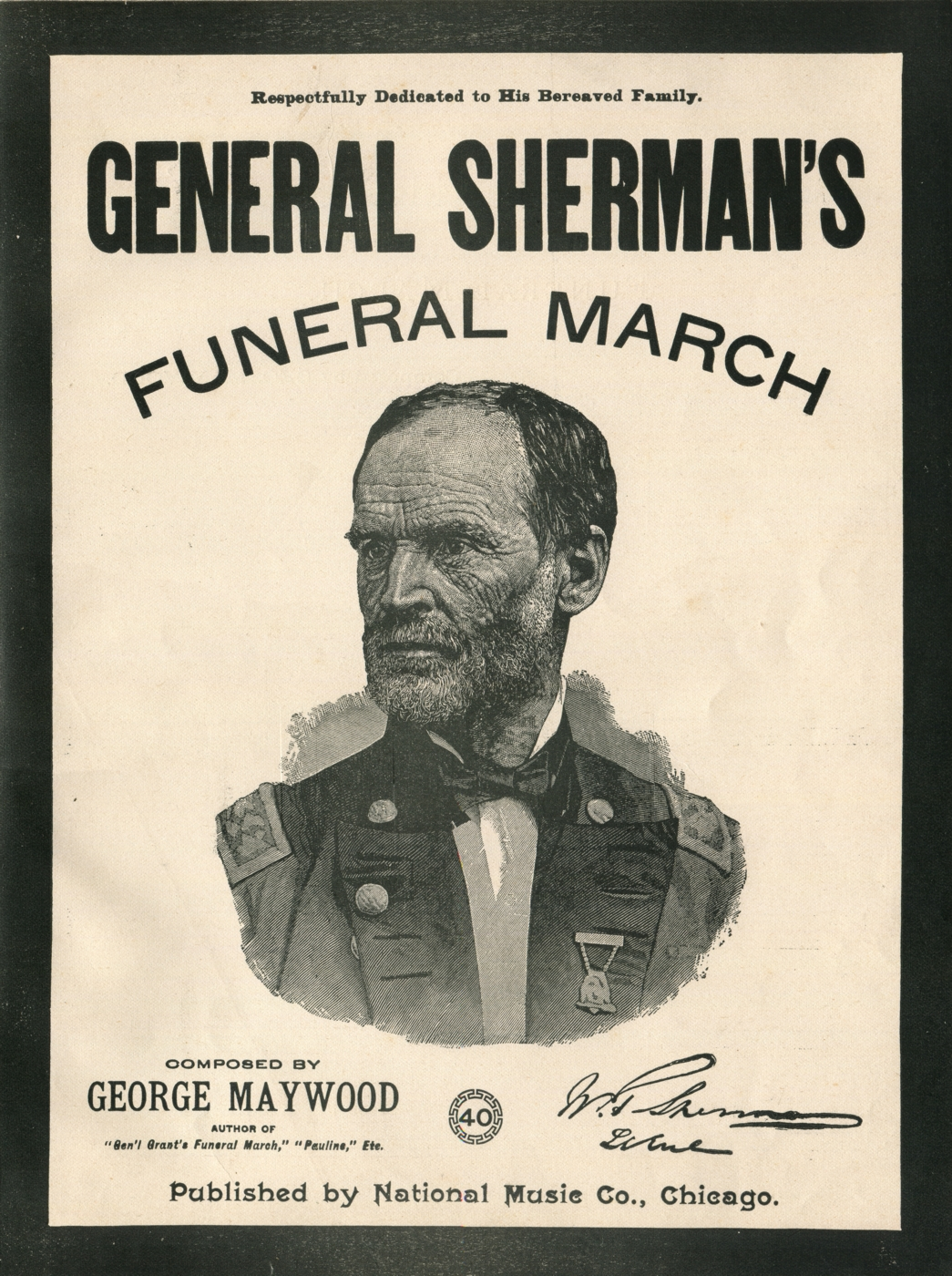
Copertina di una marcia funebre in morte del generale Sherman.

La marcia funebre (in francese: marche funèbre; in tedesco: Trauermarsch) è una composizione musicale del genere della marcia, adatta all'accompagnamento di cortei funebri e processioni religiose.
Trae origine dalla marcia ordinaria nel corso del Seicento e sviluppa nel tempo caratteri originali, che si precisano definitivamente con la Rivoluzione francese. Nell'Ottocento viene elevata a forma espressiva di contenuti artistici notevoli, spesso nel quadro di una composizione più ampia.
Le più celebri marce funebri sono il terzo movimento, Lento, della Sonata n. 2 di Fryderyk Chopin e  il secondo movimento, Adagio assai, della Sinfonia Eroica di Ludwig van Beethoven.

## Storia

### Precedenti storici
L'usanza di accompagnare il solenne corteo o pompa funebre con la musica strumentale è presente già tra i popoli antichi. Tanto i Greci quanto gli Etruschi sono soliti impiegare suonatori di flauto o, i secondi, di cetra, come si desume ad esempio dai cippi chiusini illustrati nell'opera del Ducati. Presso i Romani il funerale tradizionale (funus translaticium) prevede la presenza di musici in apertura della processione: due cornicini, quattro tibicini e un suonatore di lituus, speciale tromba dal suono lieve che ben si confà alle circostanze. Esiste di questo rituale una testimonianza scultorea in un bassorilievo funebre di Amiternum.

### XVII secolo
La genesi della marcia funebre si colloca nel corso del Seicento. In origine essa appartiene al novero delle marce processionali solenni, militari e non militari, ed è destinata soltanto all'impiego pratico nelle esequie dei personaggi illustri. Tuttavia già nel 1674 Lulli usa una Pompe funèbre nell'Alceste.
Altre antiche marce funebri, destinate però all'uso loro proprio, sono la marcia tratta dalla Musica per il funerale della regina Maria (1694) di Purcell, composta per le esequie di Maria II d'Inghilterra (5 marzo 1695), e la Marcia per le pompe funebri della Delfina scritta per Maria Anna di Baviera e attribuita a Philidor il Vecchio intorno al 1690.

### XVIII secolo
Il Settecento è relativamente avaro di marce funebri, sia nei repertori militari sia nell'opera dei grandi compositori, ma ne produce egualmente esempi notevoli e, soprattutto, svincola il genere dalla sua funzione cerimoniale.
Se nei primi anni del secolo Philidor compone ancora una Marche funèbre pour le convoi du Roy (1715) per le solenni esequie di Luigi XIV, un ventennio dopo si ricordano le Dead marches scritte da Händel per gli oratori Saul (1738) e Sansone (1742). La prima si identifica in Inghilterra con la marcia funebre per eccellenza e resta in uso nei funerali fino al Novecento.
Al rilancio definitivo del genere, sul finire del secolo, contribuiscono anzitutto i rituali della massoneria. Un primo esempio è rappresentato dalla cantata Le déluge (1784) di Giroust, composta per commemorare un fratello della loggia di Parigi. Anche la Mauerische Trauermusik (1785) di Mozart, un'originale composizione che coniuga il cantus firmus con un andamento di marcia e presenta varie caratteristiche affini a quelle della marcia funebre, è destinata alla memoria di due fratelli massoni. Precede questa celebre Trauermusik un Kleiner Trauermarsch (1784) che sembra anticiparne il contenuto.
L'Illuminismo erode il monopolio della Chiesa sulla morte, sostituendo al giudizio divino il giudizio umano, all'orazione l'elogio, alla Chiesa stessa la società civile. Sarà la Rivoluzione francese a completare il processo, privando la cerimonia funebre d'ogni sorta di conforto religioso. È in questo momento che la marcia funebre si afferma a scapito del requiem come modello secolare di musica funebre, destinata tanto ai testimoni della virtù civile quanto agli eroi militari. Le celebrazioni civili diventano un momento essenziale della nuova religione della ragione, ispirando inni e altre composizioni adatte alle varie occasioni, funerali compresi.
La lacerante Marcia lugubre composta da Gossec per celebrare le vittime di una sollevazione antirealista (20 settembre 1790) segna la svolta decisiva. Eseguita al Campo di Marte in memoria dei soldati caduti, suscita grande emozione e fissa lo standard della marcia funebre ottocentesca. Il brano è replicato ai solenni funerali di Mirabeau (4 aprile 1791). In quest'occasione colpisce soprattutto l'uso del tam-tam, che compare per la prima volta in una composizione musicale e scandisce il corteo con un senso di fatalità. Anche gli italiani Cherubini e Paisiello compongono marce funebri per la morte del generale Hoche, eroe della Rivoluzione (1797).

### XIX secolo

#### Beethoven e altri modelli
All'inizio dell'Ottocento, Beethoven aderisce agli ideali della Rivoluzione e mutua dai compositori dell'epoca rivoluzionaria il tema della morte eroica, al quale si ispira in diversi lavori destinati a riverberare la loro influenza sull'opera dei romantici. La Marcia funebre sulla morte d'un eroe (1800-1801) che è il terzo movimento della Sonata per pianoforte n. 12, una delle più popolari del secolo, eserciterà in particolare un notevole influsso su Chopin.
Beethoven è alla ricerca dei «nuovi percorsi» musicali (Neue Bahnen) ricordati nella lettera a Krumpholz del 1802. In questo periodo il maestro bonnese frequenta più volte il genere della marcia funebre: si ricorda ad esempio la quinta delle Sei variazioni in fa maggiore per pianoforte op. 34 (1799).
Ma a rivestire la massima importanza è il secondo movimento dell'Eroica (1802-1804) che, oltre a innovare il modo stesso di concepire il tempo lento centrale della forma sinfonia, affranca definitivamente la marcia funebre dalla funzionalità all'uso pratico, traendone un brano concertistico puro. La marcia funebre dell'Eroica è poco idonea all'impiego nei cortei, a differenza di quella della Sonata n. 12, che resta l'unico movimento di una propria sonata orchestrato da Beethoven e che sarà eseguita al funerale dello stesso compositore (29 marzo 1827).
Accanto al filone epico beethoveniano emergono però suggestioni diverse. La marcia funebre che apre il finale del secondo atto nella Gazza ladra (1819) di Rossini (Infelice, sventurata) è rinomata per tutto l'Ottocento e prelude a una nuova svolta nell'evoluzione del genere, introducendovi un lirismo melodico prima sconosciuto. Sulla stessa scia si pone la quinta delle Six grandes marches en trio (1824) di Schubert (non indicata dall'autore come marcia funebre ma così chiamata nei suoi necrologi e in una trascrizione pianistica di Liszt).
Sul piano della strumentazione, dopo i primi decenni del secolo si amplia l'organico orchestrale. Le percussioni diverse dai timpani, che tanto peso hanno avuto nelle esecuzioni bandistiche al tempo della Rivoluzione, debuttano infatti anche in orchestra: negli anni 1840 le troviamo ormai a pieno titolo nelle composizioni di Berlioz, Donizetti, Wagner.
Il Romanticismo, affascinato dalla musica funebre, approfondisce ulteriormente la pregnanza di significato della composizione, servendosene nella musica da camera, nella sinfonia, nella sonata, nell'opera lirica. Al contempo fiorisce comunque anche una vasta letteratura di componimenti per orchestra di fiati concepiti come tributo ed eseguiti nei funerali.

#### Chopin
L'attrazione per la musica funebre è in special modo intensa per Chopin, che conosce profondamente la Sonata n. 12 di Beethoven e, sebbene abbia composto in precedenza soltanto una marcia funebre (op. post. 72 n. 2), è solito sfruttarne gli elementi in altre composizioni. Molti esempi gli sono senz'altro familiari allorché si accinge alla composizione del celebre brano intorno al quale costruirà l'intera Sonata n. 2 op. 35 (1839). Oltre ai lavori di Beethoven e Rossini, il compositore polacco conosce quasi sicuramente il primo movimento della Grande sinfonia funebre e trionfale di Berlioz prima del suo debutto ufficiale nel 1840, ma esso possiede un carattere molto differente e rappresenta con ogni probabilità un modello negativo.
Quando la marcia funebre svolgeva soltanto una funzione ufficiale, essa era quasi sprovvista di tema, la melodia era castigata e sinistra, tutto l'impianto era orientato alla celebrazione solenne. Nella marcia funebre di Chopin, la sezione centrale in modo maggiore (trio) presenta un tema non solo compiuto, ma anche da annoverare tra gli apici melodici raggiunti dall'autore in tutta la sua produzione.
In Chopin la marcia funebre abdica alla solennità pubblica per includere un momento di meditazione privata. Rispetto a Beethoven si è completamente smarrita la dimensione eroica e gloriosa: il trio chopiniano esprime piuttosto una sconfitta, per alcuni una preghiera, per altri solo profonda tristezza, in un'umanizzazione della morte che ha certamente contribuito alla popolarità del brano. È un passaggio di ardua interpretazione, non a caso criticato e addirittura ripudiato come «abominevole» (Bülow), o invece considerato una «pietra di paragone» della sensibilità del pianista (Lenz).
Ai funerali di Chopin (30 ottobre 1849) il brano sarà eseguito in una trascrizione orchestrale, affidata a Reber con rammarico di Meyerbeer. È soltanto una delle innumerevoli trascrizioni per banda o orchestra che hanno concorso a estendere la notorietà della composizione.
La marcia funebre di Chopin resta senza dubbio, fin nel Novecento e nel Duemila, la più nota al mondo e anche la più celebre delle pagine chopiniane. È stata orchestrata tra gli altri da Elgar (che la trasporta da si♭ a re minore) e da Stokowski, ed è eseguita sovente nei funerali di Stato: così in quelli di Kennedy (25 novembre 1963), Churchill (30 gennaio 1965), Brežnev (15 novembre 1982), Margaret Thatcher (17 aprile 2013). Sousa testimonia che in Australia nel 1910 la sua trascrizione per banda emozionò il pubblico al punto che se ne impose la replica al concerto successivo.

#### Liszt
Il fascino per la morte emerge poi dalla tematica di Liszt e assume anche una dimensione personale nelle Tre odi funebri, tra cui La notte (1863-1864), una marcia funebre dedicata alla memoria della figlia Blandine. Liszt si rapporta a sua volta a Beethoven, di cui ha trascritto la marcia funebre dell'Eroica per il pianoforte.
Le caratteristiche della marcia funebre si rinvengono in vari poemi sinfonici quali Tasso (1854), Die Ideale (1857), Hamlet (1858), Héroïde funèbre (1849-1850), Hungaria (1854), dove il compositore ungherese tratta sia la morte e il lutto in sé, sia la morte come preludio di una rinascita. Negli ultimi due poemi citati il riferimento alla marcia funebre è esplicito nell'indicazione di tempo.
Le marce o pseudomarce funebri lisztiane si caratterizzano per l'estrema lentezza. Liszt si affida particolarmente ai timbri scuri e ai registri gravi, fornendo indicazioni espressive come espressivo dolente, flebile, lagrimoso, lamentoso, lugubre, piangendo. In alcuni casi (Hamlet e Hungaria) quella alla marcia funebre è una semplice allusione veicolata da un tema in tempo di marcia, mentre negli altri la composizione riceve forma compiuta e include un trio. Un altro brano dagli Anni di pellegrinaggio (1867) è dedicato a Massimiliano I del Messico, l'imperatore della casa d'Asburgo giustiziato dalle truppe repubblicane di Benito Juárez.

#### Mahler
Sul finire del secolo, la marcia funebre gioca un importante ruolo simbolico nella produzione di Mahler, a partire dalla romanza Die zwei blauen Augen (1884) tratta dai Lieder eines fahrenden Gesellen. Il compositore se ne serve indifferentemente nelle sinfonie (terzo movimento della prima e primo della quinta), nei Lieder e nelle raccolte di questi ultimi.
Nel secondo volume della raccolta Des Knaben Wunderhorn, che avrà grande influenza sulle prime quattro sinfonie e che si segnala per il carattere estremo delle emozioni affrontate, spicca l'eco di Die zwei blauen Augen rievocata melodicamente da Nicht wiedersehen! (1888-1891).
La romanza del 1884 torna anche nella più celebre marcia funebre della prima sinfonia (1888-1894), in un intreccio di citazioni che allude al vissuto autobiografico dell'autore. La citazione fondamentale è una parodia lugubre del canone Fra Martino, canzoncina infantile alla quale Mahler attribuisce da sempre un senso di tragicità, che lo ossessiona per tutto il tempo proprio mentre è in cerca di un incipit e che, finalmente accolta nella sinfonia, vi sostiene un'atmosfera sarcastica e sinistra.
Tanto la marcia funebre della prima sinfonia quanto quella della quinta sono ispirate al modello di Mendelssohn. La prima trova il suo precedente nella marcia funebre parodistica del Sogno di una notte di mezza estate (1843), un brano di breve durata che a sua volta accenna al tema di Fra Martino e in più conserva il tratto tipico del ritmo puntato. La seconda cita apertamente l'incipit della Romanza senza parole op. 62 n. 3 (1842-1844).

### XX secolo

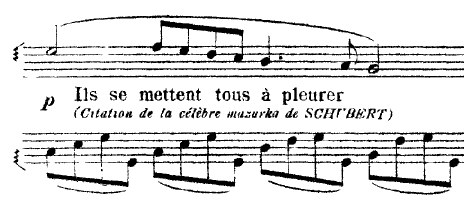
Satie ironizza sulla marcia funebre di Chopin chiamandola mazurca di Schubert.

La marcia funebre trova nell'Ottocento il suo periodo d'oro, ma perviene anche nella musica del Novecento: esempi se ne trovano tra gli altri in Britten, Kodály, Sibelius. Varie sono le riletture dei capolavori e soprattutto della marcia funebre di Chopin. Saint-Saëns ne trae ad esempio un arrangiamento per due pianoforti (1907), mentre Satie nell'Embryon desséché d'édriophthalma (1913) vi ironizza con una serie di accorgimenti melodici e armonici banalizzanti e con il commento «Citation de la célèbre mazurka de SCHUBERT».

#### Šostakovič
In particolare le marce funebri risaltano nella produzione di Šostakovič, la cui intera opera è permeata della morte, di cui è testimone costante nelle tragedie collettive della storia russa e sovietica del XX secolo. Il compositore esordisce nel genere appena undicenne con un brano per pianoforte dedicato ai caduti della Rivoluzione d'ottobre (1917), trascrive un lavoro di Schubert (1920) e lascia poi numerosi altri esempi, tra i quali l'adagio In memoriam della Sinfonia n. 15 (1957).
Il tema ossessivo della morte si approfondisce e si pone in speciale rilievo nella produzione tardiva. Straziante per le circostanze della sua composizione è la marcia funebre inclusa nel Quartetto d'archi n. 15 (1974), completato in ospedale e interamente permeato dall'idea della morte, in «uno sconsolato e tragico addio alla vita» dell'autore ormai alla fine dell'esistenza.

## Struttura e caratteristiche

### Forma
La struttura originaria della marcia funebre ripete quella della marcia militare lulliana in due riprese di otto misure ciascuna. In seguito, il genere si evolve verso la forma della marcia a struttura ternaria. La marcia militare moderna prevede appunto una struttura ternaria: alla marcia propriamente detta segue un trio al termine del quale la marcia riprende da capo. Nella marcia funebre si impiega di solito questo schema o una sua variante.
Mentre però le marce d'altro tipo non differiscono in sostanza dal modello ordinario, la marcia funebre presenta caratteristiche che la distinguono all'istante dalle altre composizioni. Mendelssohn, che per il quinto volume delle Romanze senza parole compose un brano non corrispondente nell'insieme alla forma della marcia funebre, se lo vide intitolare Trauermarsch dai suoi editori per via delle sole caratteristiche delle prime battute. Il Lied fu poi strumentato da Moscheles ed eseguito ai funerali dello stesso Mendelssohn (7 novembre 1847).

### Tempo e metrica
Le marce funebri sono tipicamente marce solenni, molto lente (in tempo grave, lento, adagio e simili), in misura binaria (come il 24 e il 68) o quaternaria (come il 44 e il 128), di andamento triste e regolare. L'indicazione di tempo può essere generica oppure specificata dal compositore tramite un'indicazione di metronomo. In tutti i casi esistono diverse possibili interpretazioni del tempo di marcia funebre. Se infatti il metronomo è indicato, la rapidità d'esecuzione può variare dai 44-48 bpm delle marce funebri lisztiane ai 92 di quella contenuta nella Sinfonia n. 1 di Ries. Lo stesso Beethoven indica per la Marcia funebre dell'Eroica un tempo di 80 bpm alla croma, sebbene essa sia normalmente eseguita più lenta. È possibile che sulla scelta dei compositori pesino le influenze delle tradizioni militari nazionali (quella austriaca ad esempio prescriveva l'andamento più incalzante tipico delle marce dei granatieri e dei fucilieri).
I manuali militari del Settecento e dell'Ottocento non fissano espressamente il tempo di marcia funebre, ma lasciano intendere che esso è al massimo quello del passo ordinario, e se possibile più lento. Così dispone in particolare il regolamento della Milizia di Stato di New York (1858), che ammette appunto il passo ordinario solo quando la distanza dal luogo della sepoltura è considerevole (articolo 319). Lo standard militare moderno tende a dimezzare il tempo di marcia comune e ad eseguire la marcia funebre a 60 bpm. Il passo funebre è comunque il più lento tra i passi di marcia e si situa pertanto al limite estremo opposto al tempo di quickstep.

### Ritmo
Il ritmo tipico della marcia funebre è in gran parte puntato. La nota successiva a quella puntata dura di norma un quarto del movimento al quale appartiene, ma in alcune composizioni si riduce a un ottavo (così nel secondo movimento dell'Eroica e nella Marcia funebre in memoria di Rikard Nordraak (1866) di Grieg, dove le note brevi sono biscrome). Czerny codifica il ritmo delle marce solenni, da parata e funebri nei due modi che seguono.

### Tonalità
Le marce funebri sono scritte in massima parte in modo minore, ma la regola soffre eccezioni illustri: ad esempio, le marce funebri di Händel sono in modo maggiore. La linea melodica è poco estesa e cupa, e spesso ricorre alla ripetizione delle note. Un intervallo di terza minore ascendente può caratterizzare il tema principale.
Nella forma invalsa nell'Ottocento il brano include un trio in modo maggiore, scritto spesso nella tonalità parallela, nella relativa, o in quella della sottodominante di quest'ultima. Questa sezione può rappresentare un episodio pietoso, o consolatorio, o eroico, o a volte (come nel caso specifico del capolavoro chopiniano) di interpretazione complessa, oppure può voler sublimare la morte in mistero positivo.

### Esempio: Chopin
Come si vede nel grafico, la marcia funebre di Chopin espone subito tutte le caratteristiche del genere: il brano in tempo lento si apre con una serie di note ripetute in un ritmo puntato. Alla battuta 3, si nota il salto di una terza minore ascendente (si♭ – re♭) dal primo al terzo grado della scala, che conferisce tipicamente un senso di malinconia. La tonalità è si♭ minore.

### Organico

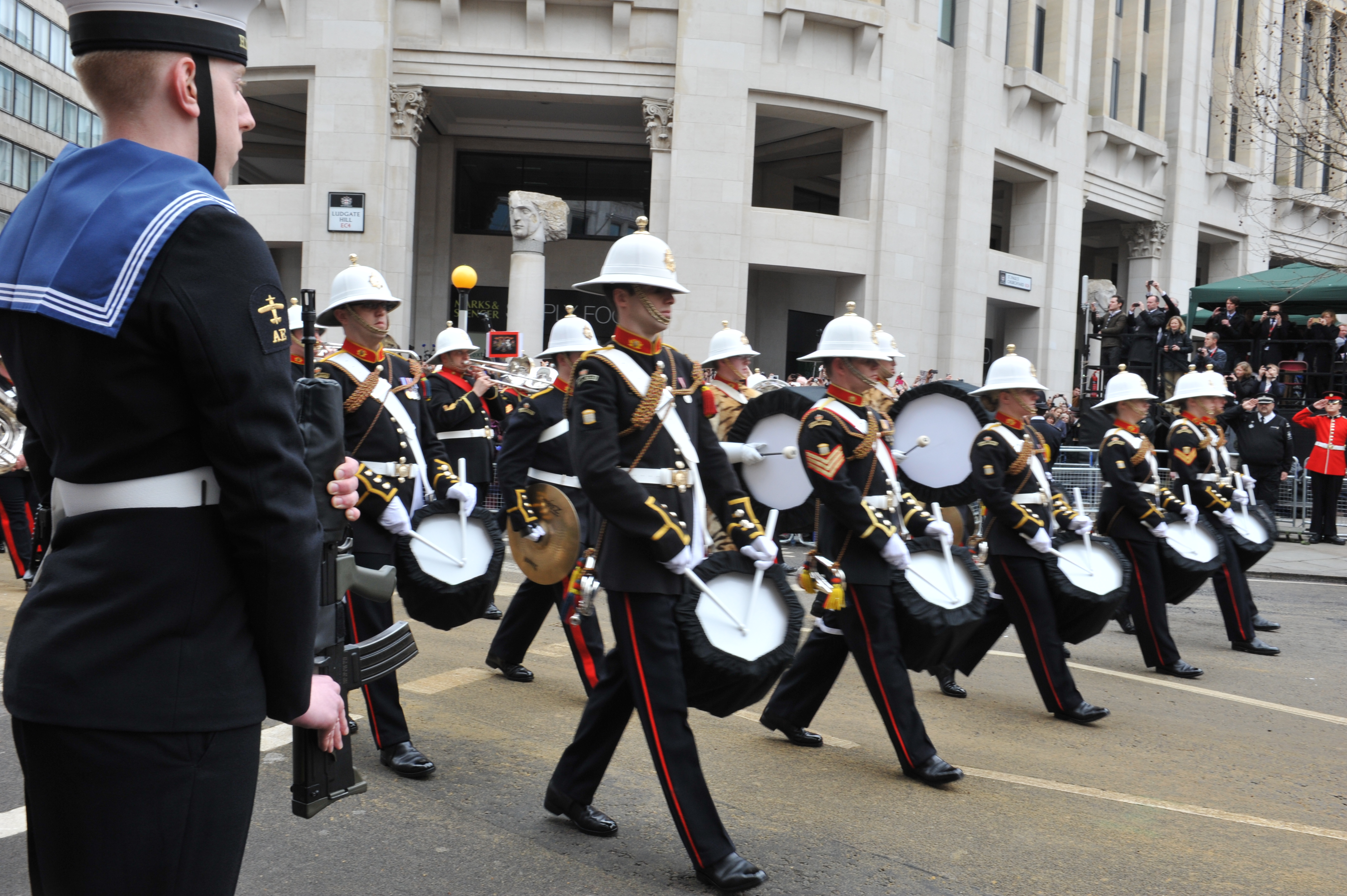
Funerali di Stato di Margaret Thatcher. I tamburi sono rivestiti di un panno nero che simboleggia il lutto e attutisce il suono (muffled drums).

Le marce funebri si prestano ad essere eseguite da complessi di fiati, che consentono una maggiore potenza sonora negli spazi aperti, come richiesto da cerimonie funebri e processioni. Le ragioni della predilezione degli aerofoni non sono però meramente pratiche, bensì anche simboliche: in questo senso, discendono dall'associazione biblica tra la morte e gli strumenti a fiato come il flauto e la tromba.
Normale è anche l'impiego dei tamburi (eventualmente in sordina), di derivazione militare. Quando, all'inizio dell'Ottocento, non era comune l'uso di questi strumenti in orchestra, il compositore suppliva con gli archi nei registri bassi: essi simulano le percussioni sfruttando la difficoltà dell'orecchio di riconoscere l'altezza dei suoni gravi, che paiono quasi indeterminati. Anche il pianoforte, in quanto strumento a corde percosse, può facilmente imitare il tamburo.
Gli idiofoni sono apprezzati per la loro capacità di riprodurre il suono delle campane a morto.

## Generi affini

### Musica funebre
Sul piano del contenuto, la marcia funebre appartiene alla più generica musica funebre, che include forme espressive diverse dalla marcia, alcune delle quali sono affidate al canto. Un'altra di queste forme è il requiem, che si situa nell'ambito della musica liturgica. Negli Stati Uniti la contaminazione delle tradizioni europee e africane della banda militare e dello spiritual ha originato la tradizione del jazz funeral, tipica di New Orleans, nella quale un complesso d'ottoni accompagna il funerale con inni e canti funebri a tempo di marcia.

### Parodie

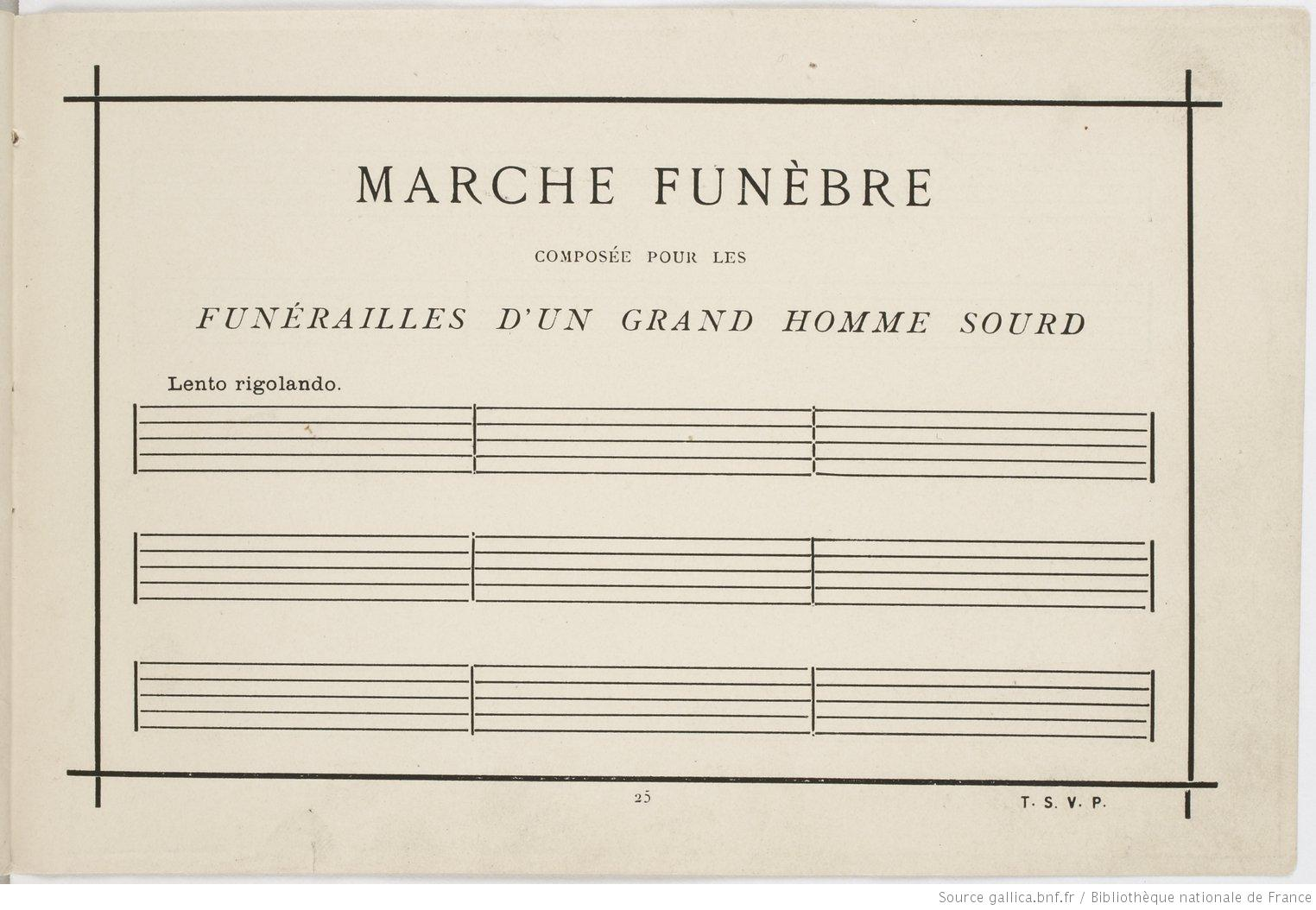
La partitura vuota della Marcia funebre per un sordo di Allais.

L'inconfondibilità delle sue caratteristiche e la possibilità di sfruttare i suoi stereotipi fa della marcia funebre un genere che ben si presta all'uso parodistico e scherzoso, fino al limite del grottesco.
Oltre che nella prima sinfonia mahleriana, dove però la parodia assume un tono spettrale, ne troviamo un celebre esempio nella Marcia funebre per una marionetta (1872) di Gounod, divenuta famosa negli anni 1950-1960 come sigla della serie televisiva Alfred Hitchcock presenta e legatasi nell'immaginario collettivo alla figura del grande regista inglese. Nota è pure la Marcia funebre sulla morte d'un pappagallo (1858) di Alkan, surreale composizione per fiati e coro che si prende gioco di Rossini, Gossec e Beethoven. Il titolo italiano scherzoso del Kleiner Trauermarsch mozartiano (Piccola marcia funebre del Signor Maestro Contrappunto) ha indotto a sospettare un'autoparodia del Concerto per pianoforte e orchestra n. 16, ma l'opinione non è sufficientemente condivisa.
L'umorista francese Alphonse Allais ha «scritto» una Marche funèbre composée pour les funérailles d'un grand homme sourd, una partitura completamente bianca recante l'indicazione di tempo Lento rigolando (ispirata al verbo colloquiale rigoler, «scherzare»).

## Impiego pratico
La marcia funebre può accompagnare i funerali di Stato o le esequie di personalità illustri della vita civile, militare, politica e culturale.
Un altro diffuso impiego si riscontra nelle processioni del Tempo di Passione della tradizione religiosa spagnola e italiana. In Italia meridionale le marce funebri popolari hanno avuto un'enorme fortuna, e le bande musicali ne eseguono interi repertori nelle lunghe manifestazioni della Settimana santa.
Rispetto alle elaborate marce funebri della musica colta, in quelle popolari destinate ai complessi di fiati non è infrequente trovare schemi uniformi, magari semplici ma d'effetto, in grado di comunicare strazio e commozione: così il ritmo chiaramente scandito dalle percussioni, che si innesta sul lamento triste degli ottoni e prepara l'ingresso di temi ampi e dolci, i quali possono essere affidati ai legni e accompagnati da un controcanto.

## Marce funebri

### Musica classica
- Pompe funèbre dall'Alceste (Lulli 1674)
- Marcia dalla Musica per il funerale della regina Maria (Purcell 1694)
- Marche funèbre pour le convoi du Roi (Philidor il Vecchio 1715)
- Dead march del Saul (Händel 1738)
- Dead march del Sansone (Händel 1742)
- Piccola marcia funebre del Signor Maestro Contrappunto (Mozart 1784)
- Marche lugubre (Gossec 1790)
- Marcia funebre sulla morte d'un eroe dalla Sonata per pianoforte n. 12 (Beethoven 1800-1801)
- Marcia funebre dalla Sinfonia n. 3 (Beethoven 1802-1804)
- Infelice, sventurata dalla Gazza ladra (Rossini 1819)
- Grande marche funèbre (Schubert 1825)
- Marche funèbre dalla Sonata n. 2 (Chopin 1839)
- Marche funèbre dalla Grande symphonie funèbre et triomphale (Berlioz 1840)
- Trauermarsch op. 62 n. 3 dalle Romanze senza parole (Mendelssohn 1842-1844)
- Marcia funebre del Dom Sébastien (Donizetti 1843)
- Trauermusik (Wagner 1844)
- Marche funèbre pour la dernière scène d'Hamlet dai Tristia (Berlioz 1852)
- Marcia funebre della Jone (Petrella 1857)
- Begräbnisgesang (Brahms 1858)
- La notte dalle Tre odi funebri (Liszt 1863-1864)
- Sørgemarsj over Rikard Nordraak (Grieg 1866)
- Marche funèbre et chant séraphique op. 17 n. 3 (Guilmant 1867)
- Marche funèbre, en mémoire de Maximilian I, empereur du Mexique dagli Anni di pellegrinaggio (Liszt 1867)
- Marche funèbre d'une marionnette (Gounod 1872)
- Siegfrieds Trauermarsch del Götterdämmerung (Wagner 1876)
- Gestrandet! Ein Todtenmarsch in «Callots Manier» dalla Sinfonia n. 1 (Mahler 1887-1888)
- Marcia funebre dell'Amleto (Čajkovskij 1891)
- Funeral march dalle Variations on a theme of Frank Bridge (Britten 1937)
- Traurnyj marš dal Quartetto d'archi n. 15 (Šostakovič 1974)

### Musica bandistica
Un'elencazione esaustiva delle innumerevoli marce funebri per banda composte tra Ottocento e Novecento è praticamente impossibile. Qui di seguito si riportano soltanto quelle degli autori di maggior rilievo o citate in una pubblicazione.
- Ah! Sì, versate lagrime (elaborazione di Salvatore Bonaffini)
- A Desirè (A.La Vela)
- Mater dolorosa (Bartolucci)
- Eterno pianto (Becucci)
- Cristo alla colonna (Bellisario)
- Marcia funebre (Boekel)
- Grido di dolore (Cardone)
- Dolore senza lacrime (Cimaglia)
- Mesti rintocchi (Cimaglia)
- Pax (Cirenei)
- Sconforto (Curri)
- Ultimo saluto (De Cintio)
- Alla memoria del gran re (Fabiani)
- Rimembranze (Garofalo)
- Lacrime (Giammarinaro)
- A catanisa (Giappesi)
- Addio per sempre (Giappesi)
- Pace eterna (Ippolito)
- Nenia funebre (Lombardo)
- In memoria di Giacomo Puccini (Manente)
- Afflitta (Orsomando)
- Dolores (Orsomando)
- Strazio, lacrime e pietà (Perrini)
- Pianto eterno (Quatrano)
- Povero re (Rossaro)
- In memoriam (Sousa)
- Una lagrima sulla tomba di mia madre (Vella)
- Piccolo fiore (Vitale)

### Musica cinematografica
Quando sfruttano la marcia funebre, le colonne sonore cinematografiche attingono spesso al repertorio classico (con una netta prevalenza dei due celebri lavori di Chopin e Gounod), ma a volte si servono anche di brani originali. Tra le marce funebri non originali della tradizione popolare ha avuto risalto Cristo alla colonna di Giuseppe Bellisario, usata da Giuseppe Tornatore nel film L'uomo delle stelle. Gli esempi che seguono sono invece originali.
- Marcia funebre (Milhaud per Espoir 1945)
- Marcia funebre (Rustichelli per Divorzio all'italiana 1961)
- Marcia funebre (Preisner per Tre colori - Film blu 1993)
- Prima e dopo (Morricone per Baarìa 2009)

### Riferimenti
- (EN) The New International Encyclopedia, vol. 13, New York, Dodd, Mead and Company, 1911. URL consultato l'8 maggio 2016.
- (EN) Richard Burke, The marche funèbre from Beethoven to Mahler, New York, City University of New York, 1991. URL consultato l'8 maggio 2016.
- Franco Pulcini, Šostakovič, Torino, Edizioni di Torino, 1988, ISBN 978-88-7063-060-2. URL consultato l'8 maggio 2016.
- (EN) John Jay Hilfiger, Funeral marches, dirges, and wind bands in the nineteenth century, in Journal of band research, vol. 28, Troy, Troy State University Press, 1992. URL consultato l'8 maggio 2016.
- (FR) Jeffrey Kallberg, La marche de Chopin, in Frédéric Chopin: interprétations, Ginevra, Librairie Droz, 2005, ISBN 978-2-600-00945-4. URL consultato l'8 maggio 2016.
- Ignazio Macchirella, Le manifestazioni musicali della devozione cristiana in Italia, in Enciclopedia della musica, vol. 5, Torino, Einaudi, 2006.
- (EN) Donald Mitchell, Gustav Mahler, vol. 2, Berkeley-Los Angeles, University of California Press, 1980, ISBN 978-0-520-04220-9. URL consultato l'8 maggio 2016.
- (EN) Raymond Monelle, The musical topic. Hunt, military and pastoral, Bloomington, Indiana University Press, 2006, ISBN 978-0-253-34766-4. URL consultato l'8 maggio 2016.
- (FR) Carlo Piccardi, Marche funèbre et conception laïque de la mort (PDF), in Dissonanz/Dissonance, n. 23, Basilea, Dissonanz Redaktion, 1990. URL consultato l'8 maggio 2016.
- Giuseppe Vitale, Viaggio nell'etnomusica, tradizioni e nuove tendenze dai Qawal alle tribù del XXI secolo. Manuale di musica popolare, Palermo, Ila Palma, 2000. URL consultato l'8 maggio 2016.

### Partiture
- (EN) Stewart Gordon, Beethoven. Piano Sonatas, Los Angeles, Alfred Publishing, 2005. URL consultato l'8 maggio 2016.
- (EN) Fryderyk Chopin, Chopin. Complete piano sheet music, Lulu.com, 2014, ISBN 978-1-312-32898-3. URL consultato l'8 maggio 2016.
- Felix Mendelssohn, Romanze senza parole, vol. 1, Milano, Ricordi, 1945.